# 灶

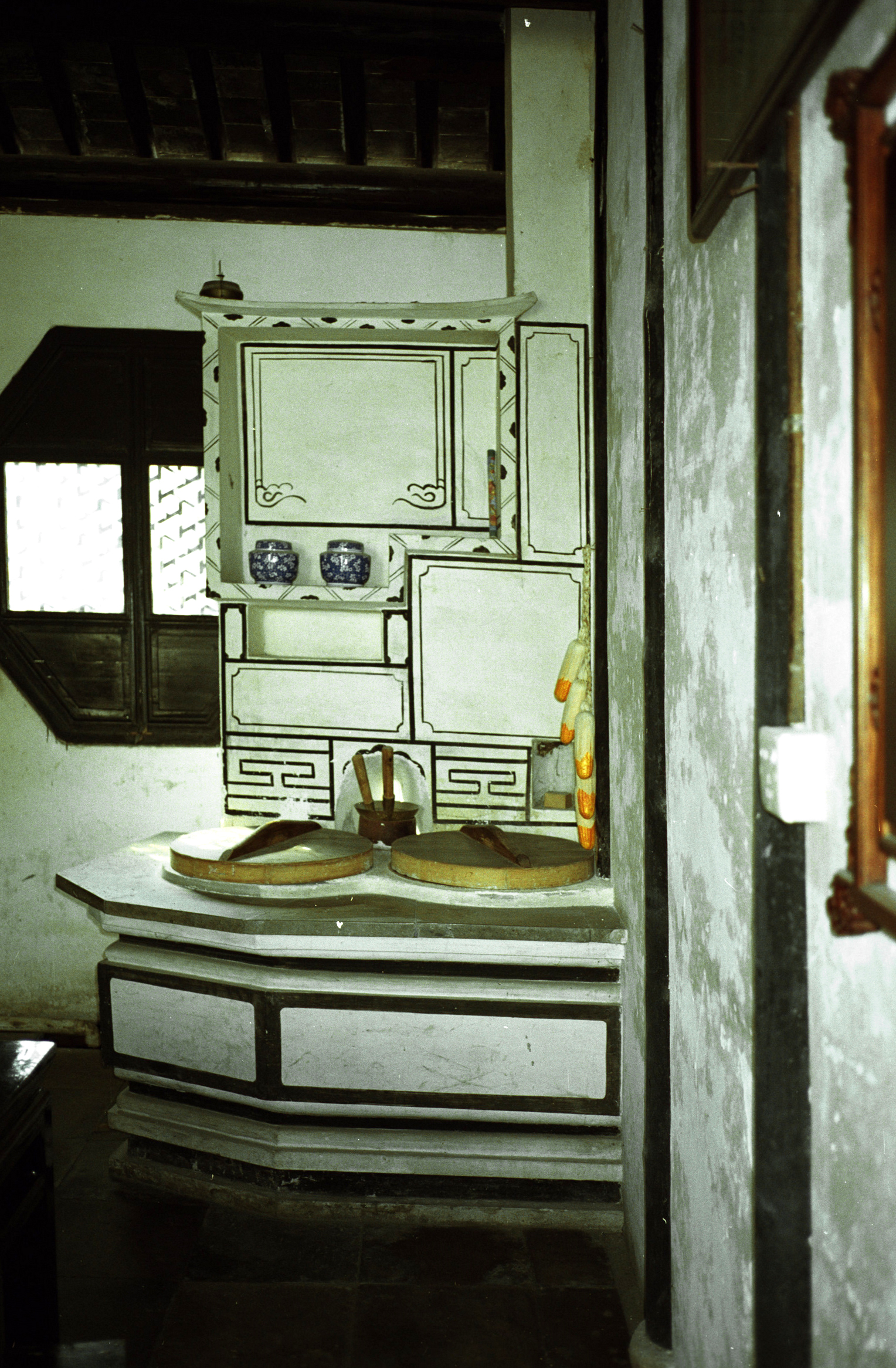
周庄的中式灶头

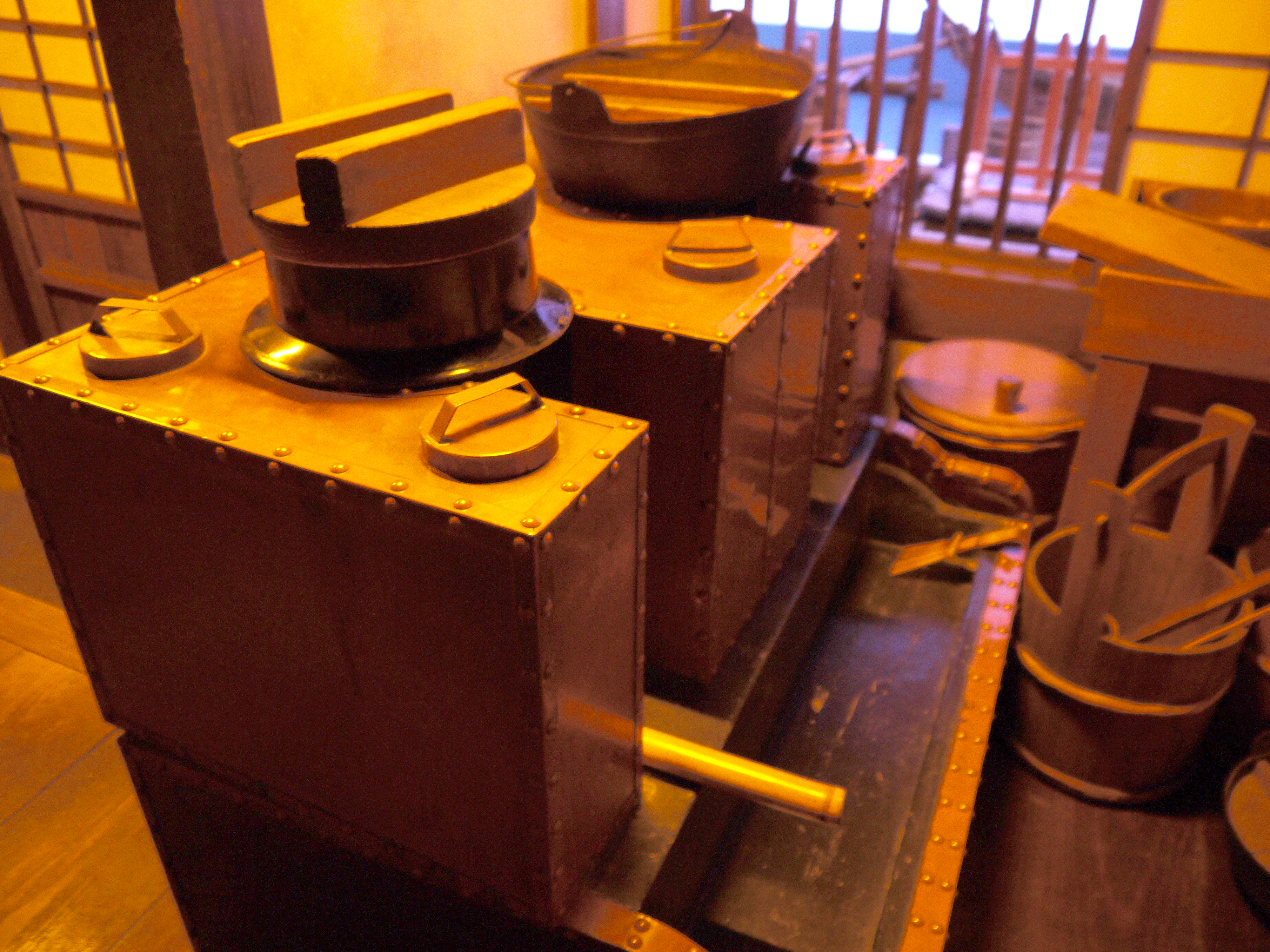
日式廚房的灶

灶，又稱爐灶（可移動的加熱設施為爐、固定的加熱設施為灶），正字為竈，是一種廚房烹飪的設施，透過加熱炊具來達到將食物變熟的目的。中文語境中有時也以灶來指窯，例如佛山的南風古灶。

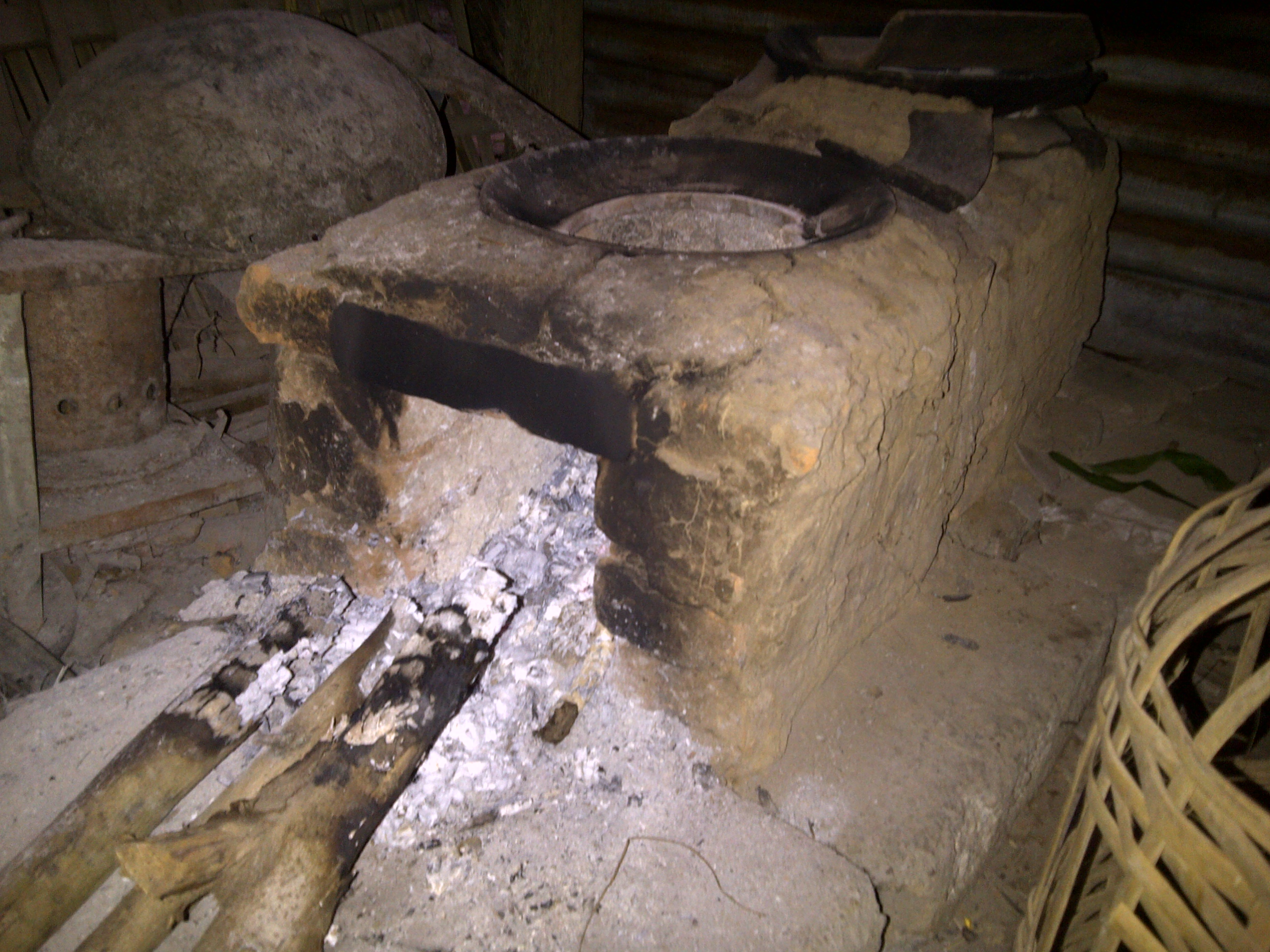
印尼的磚製灶，這種灶現在還在當地鄉村使用

早期的灶多是黏土制灶的，用柴火來加熱。中國在春秋戰國時期已經有灶君出現，孔子即有“与其媚于奥，宁媚于灶”之說。古希臘也有用來烤麵包的火灶。中國和中世紀的歐洲很早之前就使用磚砌、石製的爐灶來做飯。